# Salcajá
Salcajá é uma cidade da Guatemala do departamento de Quetzaltenango.